# Electorado
En política, el electorado es el grupo de individuos (o colectivos) con derecho a voto en una elección y que emiten su voto válidamente en la misma. El término puede referirse a:
- la totalidad de votantes o electores (el electorado tiene la oportunidad de expresar su voluntad)
- los partidarios de un grupo, partido político, o individuo en particular (El electorado del Partido Republicano es cada vez más conservador)
- los electores de un área geográfica o circunscripción determinada (el electorado de Moscú ayudo a pin)
- Príncipe elector (Kurfürst) era el título de los siete miembros (cuatro príncipes laicos y tres arzobispos) del colegio electoral que tenía la función de elegir a los emperadores de Alemania durante la Edad Media (en la Edad Moderna, el número se amplió ligeramente, y algo más en la época napoleónica).